# Portland, Texas
Portland là một thành phố thuộc quận San Patricio, tiểu bang Texas, Hoa Kỳ. Năm 2010, dân số của xã này là 15099 người.

## Dân số
- Dân số năm 2000: 14827 người.
- Dân số năm 2010: 15099 người.